# トーマス・ヘスラー
トーマス・ヘスラー（Thomas Jurgen Häßler、1966年5月30日 - ）は、ドイツ・ベルリン出身の元サッカー選手、サッカー指導者。選手時代のポジションは攻撃的ミッドフィールダー。

## クラブ経歴
1984年、1.FCケルンでキャリアをスタート。クリストフ・ダウム監督の下、身長166cmとドイツ人としてはきわめて小柄ながら、豊富な運動量と巧みな足技で頭角を現す。ケルン在籍時はピエール・リトバルスキーと共に中心選手としてプレーした。
1988-1989シーズンにはドイツ・ブンデスリーガ最優秀選手に選出された。
1990-1991シーズンにセリエA・ユベントスへ移籍した。中盤の右サイドでレギュラーとして起用され、年間45試合に出場、3ゴールを挙げた。新シーズンからはジョヴァンニ・トラパットーニが新監督に就任することとなり、チームから放出された。
1991-92シーズンからASローマで3シーズンプレー。1991-92シーズン、3月1日のSSラツィオとのローマダービーで直接FKからゴールを挙げ、ファンの心を掴んだ。1992-93シーズン、第21節の古巣ユベントス戦ではロングシュートで決勝ゴールを奪うなど、ファンの人気を集めた。ローマでのトータルでは118試合14ゴール(リーグ戦では88試合11ゴールの記録を残した)、また1992-93シーズンにはチームをコッパ・イタリア決勝に導いた。
1994年にカールスルーエSCに移籍してドイツに復帰を果たすと、以降はボルシア・ドルトムントや1860ミュンヘンに在籍し、2003年5月24日、ブンデスリーガ最後の試合となった最終節のVfLボーフム戦でブンデスリーガ通算400試合出場を達成、その試合で1ゴール1アシストを決めた。
2004年にオーストリア・ブンデスリーガのアウストリア・ザルツブルクを最後に、38歳で現役を引退した。代表ではワールドカップ、ユーロのタイトルを獲得したが、クラブチームでは全て準優勝と、タイトル獲得は出来なかった。ブンデスリーガでは通算400試合出場68ゴールを決めている。ドイツ代表としては歴代5位となる通算101試合に出場した。

## 代表経歴
1988年のソウル五輪ではチームの中盤の右サイドを務め、3位決定戦で シュライアーの得点をアシストするなど、銅メダル獲得に貢献した。
1988年8月31日、ワールドカップ・イタリア大会予選のフィンランド戦で代表デビューしアシストも決めた。1990 FIFAワールドカップ予選で西ドイツは苦戦を強いられ、予選の最終戦となるウェールズ戦での勝利が絶体条件であった。この試合で1-1から決勝ゴールを決めて、チームをワールドカップ出場に導いた。ワールドカップ・イタリア大会では5試合に出場して西ドイツの優勝に貢献。
その後も代表の中心選手として、UEFA欧州選手権1992では2ゴールを決め、準優勝に貢献しベストイレブンに選出されると、同年のバロンドール投票4位、FIFA最優秀選手賞投票3位をそれぞれ記録した。
1994年のワールドカップ・アメリカ大会ではベスト8（へスラーは大会最多の5つのアシストをマークした。）、UEFA欧州選手権1996では優勝、1997年8月20日のワールドカップ予選、北アイルランド戦ではビアホフの3ゴールを全てアシストした。
1998年のワールドカップ・フランス大会では4試合に出場、グループリーグ最終節のイラン戦でビアホフの決勝点をアシスト、この勝利でチームは決勝トーナメントに進出した。しかし準々決勝でクロアチアに敗れた。2000年のUEFA欧州選手権2000でも2試合に出場、代表では通算101試合11得点を挙げた。

## 人物
ニックネームのイッケ（icke）はドイツ語の一人称代名詞の「ich」のベルリン訛りであり、ヘスラーはベルリン訛りが強くich（イッヒ）をicke（イッケ）と発音していた。またトマーシノ（小さなトーマス）というニックネームは、ASローマ在籍時にローマのファンたちによって付けられたものである。
小柄ながらも優れたテクニックを持ち、中盤を精力的に動きまわった。また、当時世界トップクラスのフリーキッカーの一人であった。1994年ワールドカップ前後の代表チームにおいて、ヘスラーのユルゲン・クリンスマンへのパスやクロスが代表最大の得点源ともなっていた。
引退後はナイジェリア代表のアシスタントコーチ、1.FCケルンのユース部門でテクニック・スペシャルコーチなどを務めていた。

## 代表歴

### 出場大会
- 西ドイツ/ドイツ代表
  - 1990 FIFAワールドカップ
  - 1994 FIFAワールドカップ
  - 1998 FIFAワールドカップ

### 試合数
- 国際Aマッチ 101試合 11得点（1988年-2000年）[16]

| ドイツ代表 | 国際Aマッチ | 国際Aマッチ |
| 年         | 出場        | 得点        |
| ---------- | ----------- | ----------- |
| 1988       | 2           | 0           |
| 1989       | 6           | 1           |
| 1990       | 12          | 0           |
| 1991       | 5           | 1           |
| 1992       | 13          | 4           |
| 1993       | 7           | 0           |
| 1994       | 14          | 0           |
| 1995       | 10          | 2           |
| 1996       | 14          | 2           |
| 1997       | 5           | 1           |
| 1998       | 9           | 0           |
| 1999       | 0           | 0           |
| 2000       | 4           | 0           |
| 通算       | 101         | 11          |

## 獲得タイトル

### 代表
- 1990 FIFAワールドカップ
- UEFA欧州選手権1996

### 個人
- ドイツ年間最優秀選手賞 - 1989年、1992年
- UEFA欧州選手権1992 ベストイレブン
- FIFA最優秀選手賞 3位（ブロンズアワード）